# Hanston (Kansas)
Hanston est une ville américaine située dans le comté de Hodgeman, au Kansas. Selon le recensement de 2020, sa population est de 259 habitants.